# Penedelo
Penedelo es una localidad del municipio leonés de Toral de los Vados, en la Comunidad Autónoma de Castilla y León. 
La iglesia está dedicada a San Roque.

## Localidades limítrofes
Confina con las siguientes localidades:
- Al noreste con Toral de los Vados.
- Al este con Villadepalos.
- Al sur con Paradela del Río.
- Al suroeste con Paradela de Arriba.

## Demografía
Evolución de la población
| Gráfica de evolución demográfica de Penedelo entre 2000 y 2017     |
|                                                                    |
| Población de derecho (2000-2017) según el padrón municipal del INE |